# Yamato Wakatsuki
Yamato Wakatsuki (若月 大和}?, Wakatsuki Yamato; Prefettura di Gunma, 18 gennaio 2002) è un calciatore giapponese, attaccante dell'Albirex Niigata.

## Carriera

### Club

#### Shonan Bellmare e Sion
Wakatsuki ha iniziato la sua carriera nello Shonan Bellmare dove ha debuttato il 10 aprile 2019 contro il Consadole Sapporo in Coppa J.League perdendo per 4-1 contro il Consadole Sapporo. Il 27 gennaio 2020 è stato ceduto in prestito per due anni in Svizzera al Sion, con cui ha debuttato il 2 luglio 2020 in Super League contro il Lucerna. Ha trovato il primo gol da professionista il 14 marzo 2021 nell'incontro casalingo perso 2-1 contro il Servette. Per un po' di tempo ha giocato pure in seconda squadra, ma poi torna in Giappone (scaduto il prestito, nel gennaio del 2022).Nelle due stagioni con lo Shonan Bellmare segna una sola rete, nella Coppa dell'Imperatore, il 7 giugno 2023 con il gol del 6-1 battendo il BTOP Hokkaido rimanendo nella rosa dello Shonan Bellmare fino al gennaio 2024.

#### Renofa Yamaguchi
È stato prestato al Renofa Yamaguchi in seconda divisione.Segna un gol nel pareggio per 1-1 contro lo Yokohama FC, realizza la rete del 2-0 battendo il Montedio Yamagata, un altro gol lo realizza sconfiggendo per 2-1 il Fujieda MYFC. Nella Coppa dell'Imperatore la squadra pareggia per 1-1 contro il Thespa Gunma vincendo poi ai rigori, Wakatsuki segna dal discetto dal rete del definitivo 3-2, poi sigla un gol contro lo Japan Soccer College vincendo per 3-0, grazie a Wakatsuki il Renofa Yamaguchi batte per 2-0 il Sagan Tosu (club di prima divisione) con un gol e un assist vincente permettendo alla squadra di accedere per la prima volta nella sua storia ai quarti di finale.

### Nazionale
Nel 2018 viene convocato per giocare con la Nazionale Under-17, il 15 luglio disputa un'amichevole contro la Croazia vincendo per 3-0, Wakatsuki contribuisce al risultato con un gol. Nel 2019 gioca varie partite amichevoli, il 6 giugno realizza una tripletta sconfiggendo per 9-0 l'Argentina (benché la squadra avversaria abbia schierato principalmente i giocatori secondari) inoltre segna un gol il 6 settembre battendo per 3-1 l'Ecuador.
Partecipa al campionato mondiale di categoria in Brasile, dove Wakatsuki gioca tutte le quattro partite disputate dal Giappone, ha segnato una doppietta sconfiggendo per 3-0 i Paesi Bassi.

## Statistiche

### Presenze e reti nei club
Statistiche aggiornate al 24 marzo 2024.
| Stagione        | Squadra          | Campionato      | Campionato | Campionato | Coppe nazionali | Coppe nazionali | Coppe nazionali | Coppe continentali | Coppe continentali | Coppe continentali | Altre coppe | Altre coppe | Altre coppe | Totale | Totale | Totale |
| Stagione        | Squadra          | Comp            | Pres       | Reti       | Comp            | Pres            | Reti            | Comp               | Pres               | Reti               | Comp        | Pres        | Reti        | Pres   | Reti   |        |
| --------------- | ---------------- | --------------- | ---------- | ---------- | --------------- | --------------- | --------------- | ------------------ | ------------------ | ------------------ | ----------- | ----------- | ----------- | ------ | ------ | ------ |
| 2019            | Shonan Bellmare  | J1              | 1          | 0          | CG+CdL          | 1+0             | 0               |                    | -                  | -                  | SBC         | 1           | 0           | 3      | 0      |        |
| 2019-2020       | Sion             | SL              | 1          | 0          | CS              | 0               | 0               |                    | -                  | -                  |             | -           | -           | 1      | 0      |        |
| 2020-2021       | Sion             | SL              | 17         | 1          | CS              | 1               | 0               |                    | -                  | -                  |             | -           | -           | 18     | 1      |        |
| 2021-gen. 2022  | Sion             | SL              | 0          | 0          | CS              | 1               | 0               |                    | -                  | -                  |             | -           | -           | 1      | 0      |        |
| 2020-2021       | Sion II          | PL              | 4          | 0          |                 | -               | -               |                    | -                  | -                  |             | -           | -           | 4      | 0      |        |
| 2021-gen. 2022  | Sion II          | PL              | 10         | 2          |                 | -               | -               |                    | -                  | -                  |             | -           | -           | 10     | 2      |        |
| 2022            | Shonan Bellmare  | J1              | 1          | 0          | CG+CdL          | 1+1             | 0               |                    | -                  | -                  |             | -           | -           | 3      | 0      |        |
| 2023            | Shonan Bellmare  | J1              | 7          | 0          | CG+CdL          | 6+2             | 0+1             |                    | -                  | -                  |             | -           | -           | 15     | 1      |        |
| 2024            | Renofa Yamaguchi | J2              | 5          | 1          | CG+CdL          | 0               | 0               |                    | -                  | -                  |             | -           | -           | 5      | 1      |        |
| Totale carriera | Totale carriera  | Totale carriera | 46         | 4          |                 | 13              | 1               |                    | -                  | -                  |             | 1           | 0           | 60     | 5      |        |